# Stan Love
Stanley S. Love (Los Ángeles, California, 9 de abril de 1949-Lake Oswego, Oregón, 27 de abril de 2025) fue un jugador de baloncesto estadounidense que jugó cuatro temporadas en la NBA, además de hacerlo en la ABA unos pocos partidos. Con 2,05 metros de altura, jugaba en la posición de alero.
Era el padre del también jugador de la NBA Kevin Love, hermano pequeño de Mike Love, fundador del grupo musical The Beach Boys, y primo del resto de componentes del grupo: Brian, Carl y Dennis Wilson.

## Trayectoria deportiva

### Universidad
Jugó durante cuatro temporadas con los Ducks de la Universidad de Oregon, en las que promedió 21,1 puntos y 10,5 rebotes por partido. Durante 20 años mantuvo el récord de su universidad en anotación en una temporada en partidos de conferencia, con 27,3 por partido, y es el único jugador de los Ducks en sobrepasar la barrera de los 20 puntos de media en dos temporadas consecutivas.

### Profesional
Fue elegido en la novena posición del Draft de la NBA de 1971 por Baltimore Bullets, y también por los Dallas Chaparrals en el draft de la ABA, eligiendo la primera opción. Allí jugó dos temporadas, siendo la más destacada la primera, en la que promedió 7,9 puntos y 4,6 rebotes por partido.
Antes del comienzo de la temporada 1973-74 fue traspasado a Los Angeles Lakers a cambio de una futura segunda ronda del draft. En el equipo angelino jugó temporada y media, hasta que fue cortado en febrero de 1975. Fichó entonces como agente libre por San Antonio Spurs, por aquel entonces en la ABA, donde jugaría solo 12 partidos antes de retirarse definitivamente.

## Estadísticas de su carrera en la NBA y la ABA

### Temporada regular
| Temp.   | Edad | Equipo             | Liga  | P   | TIT | MIN  | TC  | TCA | %TC  | 3P  | 3PA | %3P | TL  | TLA | %TL  | R.OF. | R.DEF. | REB | ASIS | ROB | TAP | PER | FP  | PTS |
| 1971-72 | 22   | Baltimore Bullets  | NBA   | 74  |     | 17.9 | 3.3 | 7.2 | .451 |     |     |     | 1.4 | 1.9 | .736 |       |        | 4.6 | 0.7  |     |     |     | 2.7 | 7.9 |
| 1972-73 | 23   | Baltimore Bullets  | NBA   | 72  |     | 13.8 | 2.6 | 6.1 | .436 |     |     |     | 1.1 | 1.4 | .790 |       |        | 4.2 | 0.6  |     |     |     | 2.4 | 6.4 |
| 1973-74 | 24   | Los Angeles Lakers | NBA   | 51  |     | 13.7 | 2.3 | 5.5 | .428 |     |     |     | 1.0 | 1.3 | .766 | 1.1   | 2.3    | 3.3 | 0.9  | 0.5 | 0.4 |     | 2.6 | 5.6 |
| 1974-75 | 25   | TOTAL              | TOTAL | 42  |     | 11.8 | 2.3 | 5.3 | .438 | 0.0 | 0.0 |     | 1.2 | 1.7 | .714 | 0.9   | 2.0    | 2.9 | 0.8  | 0.4 | 0.4 | 0.1 | 2.0 | 5.9 |
| 1974-75 | 25   | Los Angeles Lakers | NBA   | 30  |     | 14.4 | 2.8 | 6.5 | .438 |     |     |     | 1.6 | 2.2 | .712 | 1.0   | 2.2    | 3.2 | 0.9  | 0.5 | 0.4 |     | 2.3 | 7.2 |
| 1974-75 | 25   | San Antonio Spurs  | ABA   | 12  |     | 5.3  | 1.1 | 2.5 | .433 | 0.0 | 0.0 |     | 0.3 | 0.3 | .750 | 0.5   | 1.5    | 2.0 | 0.8  | 0.0 | 0.3 | 0.5 | 1.3 | 2.4 |
| Total   |      |                    | TOTAL | 239 |     | 14.7 | 2.7 | 6.2 | .440 | 0.0 | 0.0 |     | 1.2 | 1.6 | .751 | 1.0   | 2.2    | 3.9 | 0.8  | 0.5 | 0.4 | 0.5 | 2.5 | 6.6 |
|         |      |                    | NBA   | 227 |     | 15.2 | 2.8 | 6.4 | .440 |     |     |     | 1.2 | 1.6 | .751 | 1.0   | 2.2    | 4.0 | 0.8  | 0.5 | 0.4 |     | 2.5 | 6.8 |
|         |      |                    | ABA   | 12  |     | 5.3  | 1.1 | 2.5 | .433 | 0.0 | 0.0 |     | 0.3 | 0.3 | .750 | 0.5   | 1.5    | 2.0 | 0.8  | 0.0 | 0.3 | 0.5 | 1.3 | 2.4 |

### Playoffs
| Temp. | Edad | Equipo             | Liga | P | MIN | TCA | TC | 3PA | 3P | TLA | TL | R.OF. | REB | ASIS | ROB | TAP | PER | FP | PTS | %TC  | %3P | %FT  | MIN | PTS | REB | AST |
| 1972  | 22   | Baltimore Bullets  | NBA  | 4 | 14  | 1   | 4  |     |    | 0   | 0  |       | 6   | 1    |     |     |     | 3  | 2   | .250 |     |      | 3.5 | 0.5 | 1.5 | 0.3 |
| 1973  | 23   | Baltimore Bullets  | NBA  | 1 | 7   | 0   | 3  |     |    | 0   | 0  |       | 1   | 0    |     |     |     | 1  | 0   | .000 |     |      | 7.0 | 0.0 | 1.0 | 0.0 |
| 1974  | 24   | Los Angeles Lakers | NBA  | 2 | 9   | 2   | 3  |     |    | 2   | 3  | 1     | 3   | 1    | 1   | 0   |     | 0  | 6   | .667 |     | .667 | 4.5 | 3.0 | 1.5 | 0.5 |
| Total |      |                    | NBA  | 7 | 30  | 3   | 10 |     |    | 2   | 3  | 1     | 10  | 2    | 1   | 0   |     | 4  | 8   | .300 |     | .667 | 4.3 | 1.1 | 1.4 | 0.3 |